# Dalar
Dalar (em armênio: Դալառ; romaniz.: Dalaṙ), Dalarra (Դալառա, Dalaṙa), Govar ou Salar, segundo a Geografia de Ananias de Siracena (século VII), foi um gavar (cantão) da província de Turuberânia, na Armênia. Compreendia uma área de 1 850 quilômetros quadrados no vale do atual rio Elmali. Robert Hewsen sugeriu, a partir do fato de que Dalar não era controlada por nenhuma família nobre conhecida, que pertenceu aos Apaúnios da vizinha Apaúnia. Em 591, o imperador Maurício recebeu vastas porções da Armênia sassânida em compensação da ajuda militar prestada ao xainxá Cosroes II (r. 590–628). Todos os distrito que compunham Turuberânia foram incluídos na província recém-fundada da Armênia Interior.